# Теби не могу да кажем не — Не плачи, душо
Теби не могу да кажем не — Не плачи, душо је осми музички албум српског певача Шабана Шаулића. Објављен је 1984. године у издању музичке куће Југодиск. На албуму се налази осам песама.

## Песме
| Бр. | Назив песме              | Трајање |
| --- | ------------------------ | ------- |
| 1.  | Теби не могу да кажем не | 03:01   |
| 2.  | Одлазиш, одлазиш         | 04:19   |
| 3.  | Преварих се, изгубих те  | 04:03   |
| 4.  | Не плачи, душо           | 03:54   |
| 5.  | Ако ме тражиш            | 03:41   |
| 6.  | Виђаш ли ми стару љубав  | 04:11   |
| 7.  | Ти ниси била за мене     | 03:26   |
| 8.  | Три сина јунака          | 04:50   |

Информације
- Одговорни уредник: Новица Неговановић
- Рецензент: Света Вуковић
- Уредник: Шабан Шаулић